# Nelum Pokuna Mahinda Rajapaksa Theater

Blick auf das Theater bei Nacht

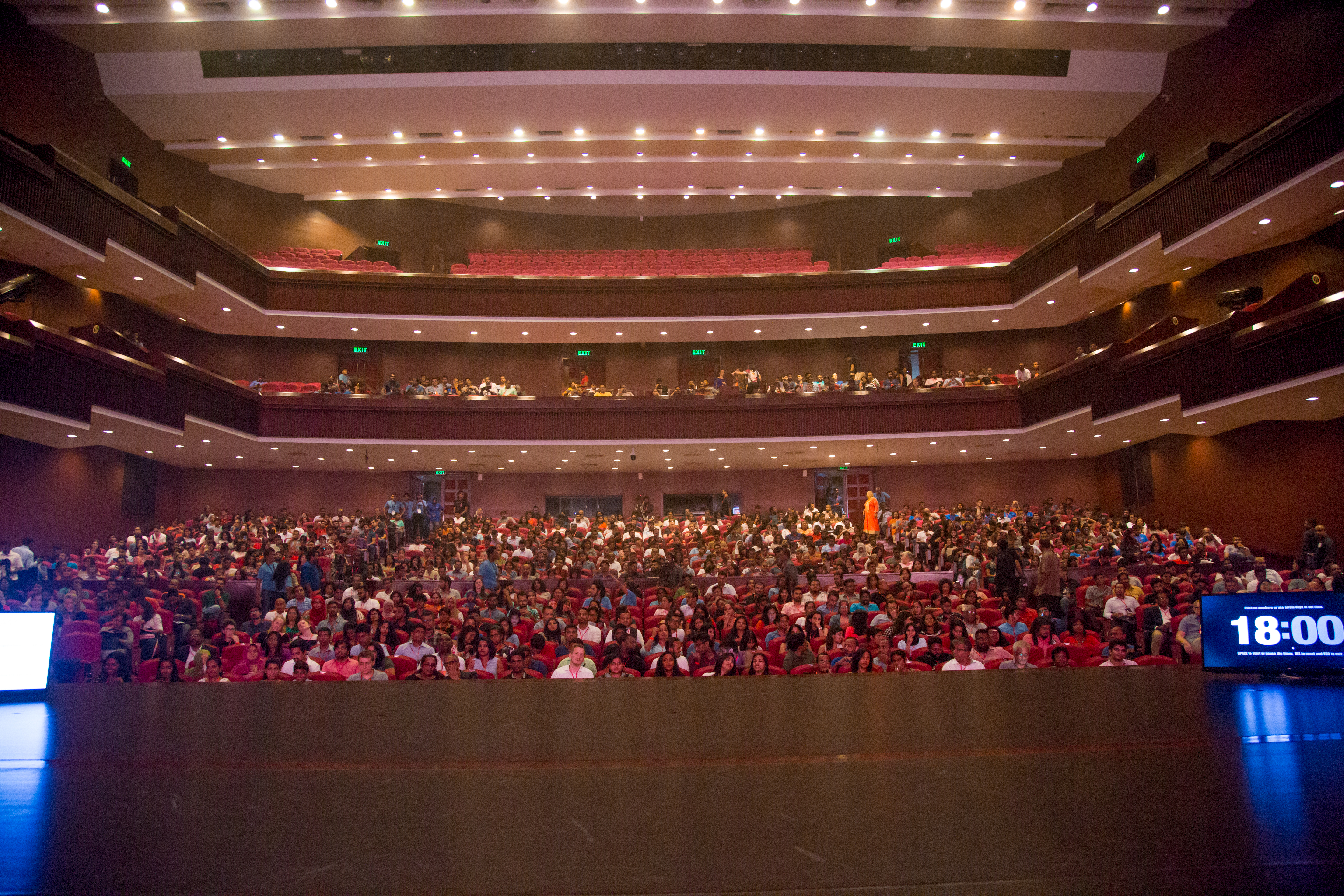
Zuschauerraum des Auditoriums

Das Nelum Pokuna Mahinda Rajapaksa Theater (singhalesisch නෙළුම් පොකුණ මහින්ද රාජපක්ෂ රඟහල), zuweilen abgekürzt Nelum Pokuna genannt, ist ein Theater in der Stadt Colombo auf  Sri Lanka.

## Geschichte
Das Nelum Pokuna Theatre wurde am 15. Dezember 2011 vom damaligen Präsidenten Sri Lankas Mahinda Rajapaksa und seiner Frau Shiranthi Rajapaksa eröffnet. Dem Namen des Theaters wurde kurz darauf der Name des Präsidenten hinzugefügt.

## Architektur
Die Architektur wurde dem Nelum Pokuna (Lotos Pond) in Polonnaruwa nachempfunden. Dieser Lotos Pond wurde von König Parakrama Bahu im 12. Jahrhundert gebaut und ist als stilisierte achtblütenblättrige Lotosblume geformt. Die Außenfassade des modernen Gebäudes erhielt ebenfalls die Form einer Lotosblüte und dient als zentraler Ort, in dem an Sri Lankas lange Geschichte gedacht werden kann und wo die Künstler eine Stätte haben, um ihre Talente zu präsentieren. Das Theatergebäude wurde vom Peking Institute of Architectural Design entworfen und in Sri Lanka unter der Leitung angesehener lokaler Architekten gebaut. Das Theater ist für großflächige Produktionen geeignet und hat zwei Hauptspielstätten, das Auditorium, das 1200 Besuchern Platz bietet sowie ein als Open-Air-Theater ausgeführtes Amphitheater auf dem Dach des Gebäudes. Das Theater verfügt über eine Bodenfläche von ca. 14.000 Quadratmetern. Darüber hinaus enthält das Gebäude eine Bibliothek und moderne Einrichtungen, die die Ausübung von Bildungs- und Forschungsaktivitäten ermöglichen.